# Rikard Wolff
Jan Rikard Wolff (født 8. april 1958, død 17. november 2017) var en svensk skuespiller og sanger. På film havde Wolff hovedrollen i de populære Englegård-film, og i teater medvirkede han eksempelvis i Mens vi venter på Gadot og A Chorus Line. Stykkerne blev opført på henholdsvis Dramaten og Göteborgsoperan. Som sanger blev Wolff kendt for at synge chanson, men han deltog også i Melodifestivalen. Wolff medvirkede desuden i andre film såsom Sidste dans (1993), Gossip (2000) og Jolly Roger (2001).
Rikard Wolffs sidste filmrolle var som Dr. Ruben i julekalenderen Jagten på tidskrystallen. Han havde dog lidt af lungeemfysem siden 1988 og døde den 17. november 2017, kun to uger før julekalenderens premiere på SVT. Han blev 59 år gammel.
Rikard Wolff ligger begravet på Norra Begravningsplatsen i Solna.

## Udvalgt filmografi
- Sverige åt svenskarna (1980, ukrediteret)
- Livsfarlig film (1988)
- Vildanden (tv-serie, 1989)
- Smash (tv-serie, 1990)
- Oksen (1991)
- Englegård (1992)
- Jönssonligan & den svarta diamanten (1992)
- Sidste dans (1993)
- Englegård - næste sommer (1994)
- Under solen (1998, kun stemme)
- Gossip (2000)
- Så hvid som sne (2001)
- Jolly Roger (2001)
- Desmonds æbletræ (animationsfilm, 2004)
- Angel (2008)
- Som nat og dag (2009)
- Englegård - alle gode gange 3 (2010)
- En forbandet god jul (2015)
- Jagten på tidskrystallen (tv-serie, 2017)